# Урзика (Валча)
Урзика (рум. Urzica) насеље је у Румунији у округу Валча у општини Синешти. Oпштина се налази на надморској висини од 269 m.

## Становништво
Према подацима из 2002. године у насељу је живело 360 становника, од којих су сви румунске националности.